# 广叶毛蕨
广叶毛蕨（学名：Cyclosorus ensifer）也称万金毛蕨、高雄毛蕨，为金星蕨科毛蕨属下的一个种。